# Autobahn 6 (Thailand)
Die thailändische Autobahn 6 (thailändisch ทางหลวงพิเศษหมายเลข 6) oder Autobahn Bang Pa-in–Nakhon Ratchasima (englisch Bang Pa-in-Nakhon Ratchasima Motorway) 
ist eine im Bau befindliche Autobahn, die Teil des thailändischen Autobahnnetzes ist. Sie dient als arterielle Verbindung von der Hauptstadt Bangkok zur Stadt Nakhon Ratchasima, die als Tor zur gesamten Region Nordostthailands dient.

## Streckenführung

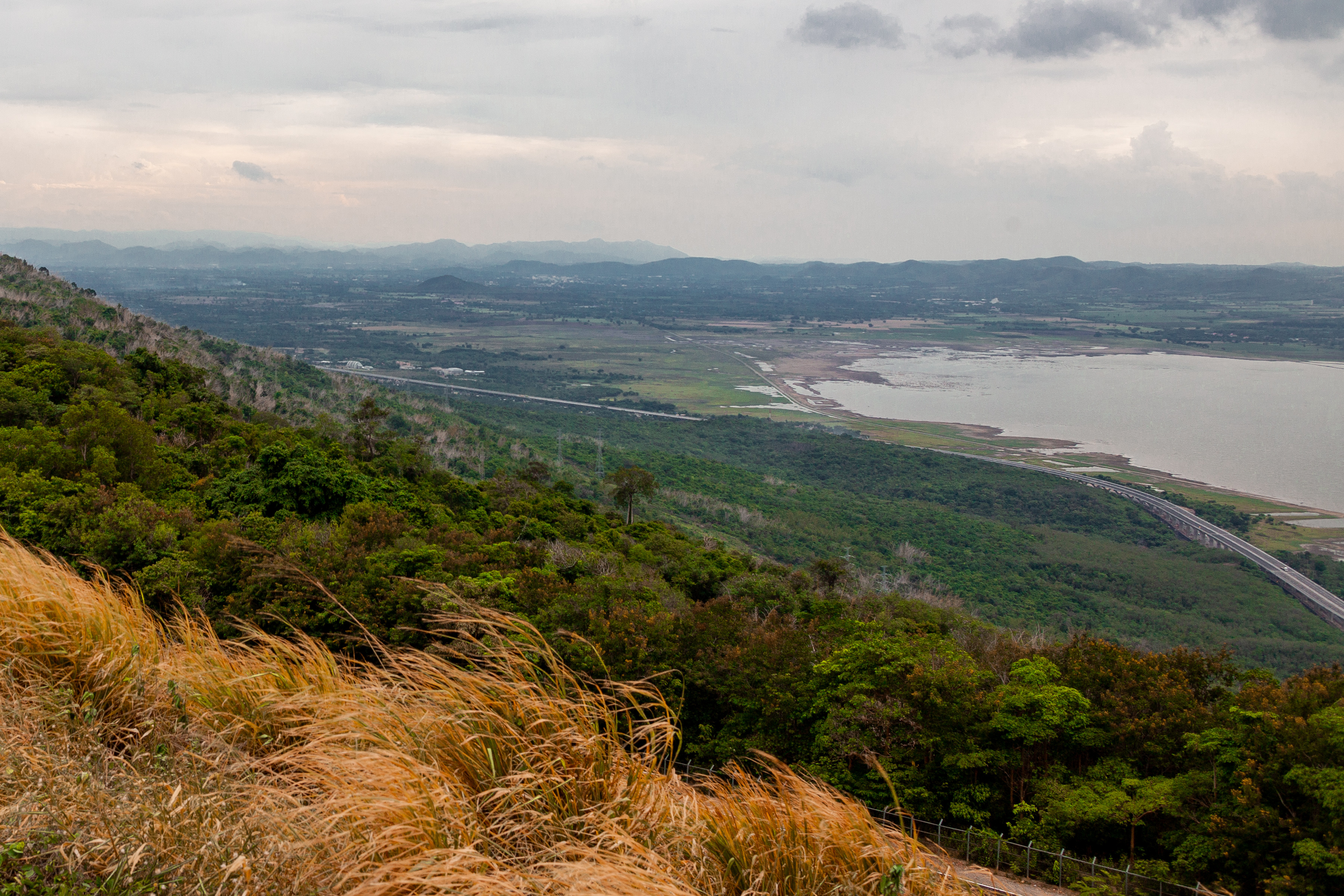
Die Autobahn 6 am Lam Takhong Stausee vom Berg Khao Yai Thiang aus gesehen.

Die Autobahn 6 beginnt im Landkreis (Amphoe) Bang Pa In in der Provinz Phra Nakhon Si Ayutthaya am Autobahnkreuz von Thanon Phahonyothin (Nationalstraße 1), Thailand Route 32 sowie der Outer Bangkok Ring Road (Motorway 9) und führt nordöstlich durch die Provinz Saraburi, über den Dong Phaya Yen Pass, bevor sie die Khorat-Hochebene erreicht und an der Nakhon Ratchasima Umgehungsstraße Route 204 endet. Sie hat eine Länge von 196 km.

Beschilderung (Mautstrecke)
Beschilderung (freie Strecke)